# Јап Стам
Јан Стам (хол. Jaap Stam; 17. јул 1972) је бивши холандски фудбалер и национални репрезентативац.

## Каријера

### Клупска
Стам је своју каријеру почео у локалном аматерском клубу ДОС Кампен у којем се задржао до 1992. године. Почетком сезоне 1992/93. прелази у Цволе а следеће сезоне 1993/94. прелази у Камбур, где се задржао две сезоне. Након две године прелази у Виљем II у којем се није дуго задржао пошто га је одмах купио ПСВ Ајндховен. Исте сезоне по преласку осваја Куп Холандије, а следеће осваја Првенство и Суперкуп. Стам је био важна карика екипе ПСВ-а и својим сјајним партијама које је пружао заслужено је 1997. године био проглашен “Холандским фудбалером године”.
Његове добре партије тада су примиетили челници Манчестер јунајтеда који су исказали интересовање за Стамово довођење на Олд Трафорд. Трансфер је обављен 1. јула. 1998. године, а Стам је тада постао најскупљи одбрамбени играч у историји пошто га је Манчестер платио 10,6 милиона фунти. По доласку у Манчестер, Стам се показао као погођена инвестиција. Исте сезоне осваја Лигу шампиона, Премијер лигу и ФА куп. Исте сезоне проглашен је најбољим одбрамбеним играчем Лиге шампиона и уврштен у најбољи тим Премијер лиге за сезону 1998/99. Такође осваја и Интерконтинентални куп. Следеће сезоне 1999/00. поново је проглашен најбољим одбрамбеним играчем Лиге шампиона, поново осваја Премијер лигу и поново је уврштен у најбољи тим лиге за сезону 1999/00. Следеће сезоне трећи пут заредом осваја Премијер лигу и трећи пут заредом је у најбољем тиму лиге. Почетком сезоне 2001/02. Манчестер је прихватио понуду Лација од 16,4 милиона фунти за Стама.
У Лацију се задржао три сезоне и освојио само један трофеј, и то италијански куп 2004. године. Као и неколицина његових сународника (Франк Де Бур и Едгар Давидс) Стам је био позитиван на тесту за недозвољене стероиде (надролон). Резултати тестирања били су обављени 13. октобра 2001. године, након утакмице са Аталантом. Стам је, након Фернанда Коута, био други Лацијов играч који је пао на наведеном тесту. Након Европског првенства 2004. године Стам прелази у Милан. Почетком сезоне 2004/05. са Миланом осваја Суперкуп Италије и након невероватних 3:0 из првог полувремена, губи у финалу Лиге шампиона од Ливерпула. Ливерпул је у другом полувремену надокнадио губитак и резултатом 3:3 ушао у продужетке и након бољег извођења једанаестераца постао првак.
Почетком 2006. године Стам се вратио у Холандију и потписао двогодишњи уговор са Ајаксом. Иако је био већ у позним годинама, Стам је био важна карика Ајаксове екипе и заједно са Хејтингом чинио добар штоперски тандем. Прве сезоне осваја Холандски куп и суперкуп, а почетком следеће сезоне осваја свој последњи суперкуп, а уједно и свој последњи трофеј као играч пошто је 29. октобра 2007. објавио опраштање од активног играња фудбала.
Стам је за репрезентацију Холандије дебитовао 24. априла 1996. године у пријатељској утакмици против Немачке коју је Холандија изгубила са 1:0. Од свог дебија, па све до опроштаја од репрезентације Стам је био важан шраф “наранџастих”. Од репрезентације се опростио након Европског првенства 2004. године, јер је желео да се посвети свом тадашњем клубу Милану и својој породици.

## Трофеји (као играч)

### ПСВ Ајндховен
- Ередивизија (1) : 1996/97.
- Куп Холандије (1) : 1995/96.
- Суперкуп Холандије (2) : 1996, 1997.

### Манчестер јунајтед
- Премијер лига (3) : 1998/99, 1999/00, 2000/01.
- ФА куп (1) : 1998/99.
- Лига шампиона (1) : 1998/99.
- Интерконтинентални куп (1) : 1999.

### Лацио
- Куп Италије (1) : 2003/04.

### Милан
- Суперкуп Италије (1) : 2004.

### Ајакс
- Куп Холандије (1) : 2006/07.
- Суперкуп Холандије (2) : 2006, 2007.